# Liste der größten Gemeinden der Pfalz
Die Liste der größten Gemeinden der Pfalz enthält die fünfzig einwohnermäßig größten Städte und Gemeinden der Pfalz, gemessen an der Einwohnerzahl zum 31. Dezember 2022. Neben den acht kreisfreien Städten, die gleichzeitig die acht größten Gemeinden sind, gehören zur Pfalz die Landkreise Germersheim, Südliche Weinstraße, Bad Dürkheim, Kaiserslautern, Südwestpfalz, Kusel sowie Rhein-Pfalz- und der Donnersbergkreis. 

## Liste
1. Ludwigshafen am Rhein: 176.110
2. Kaiserslautern: 101.486

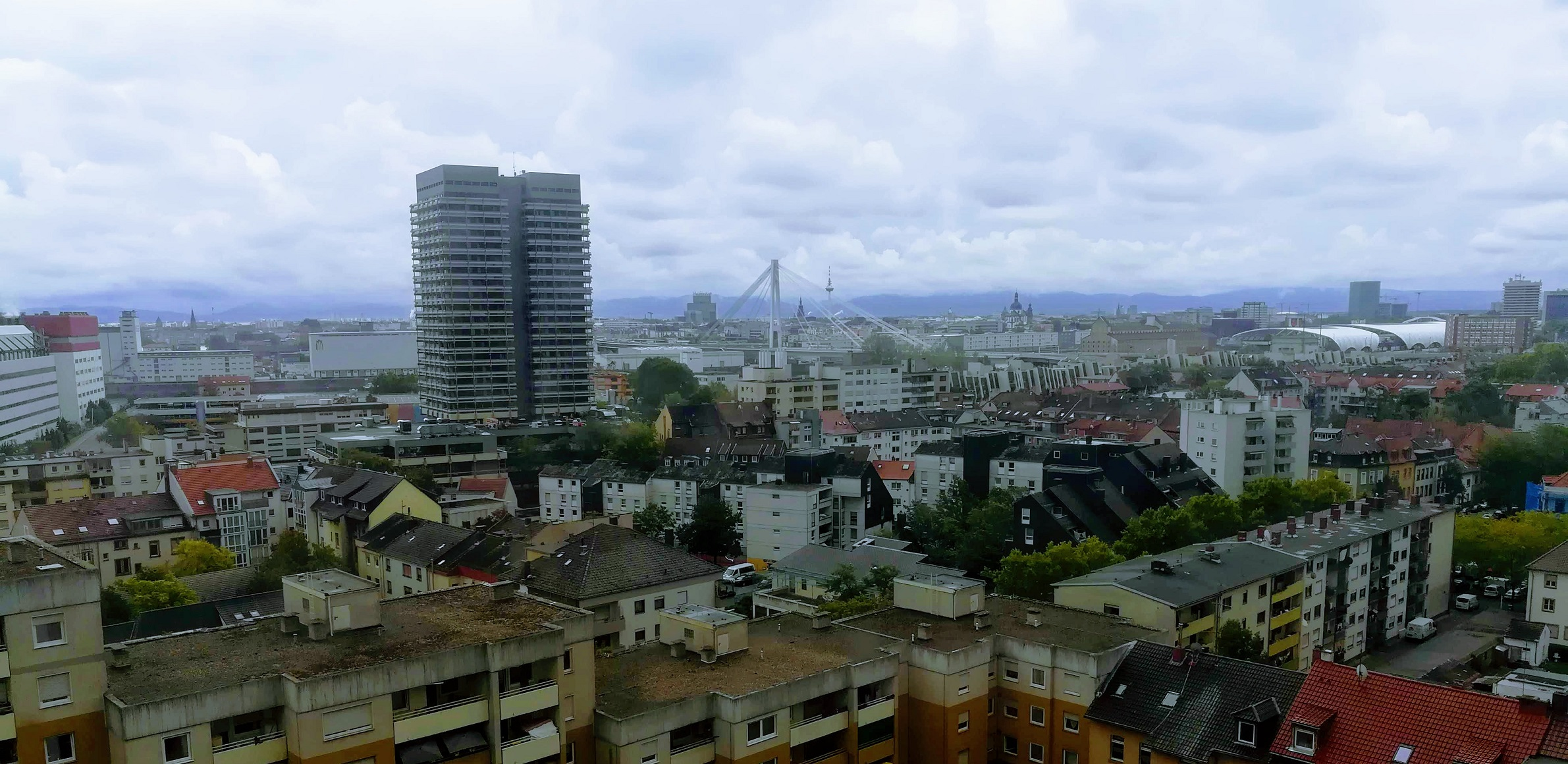
Ludwigshafen am Rhein

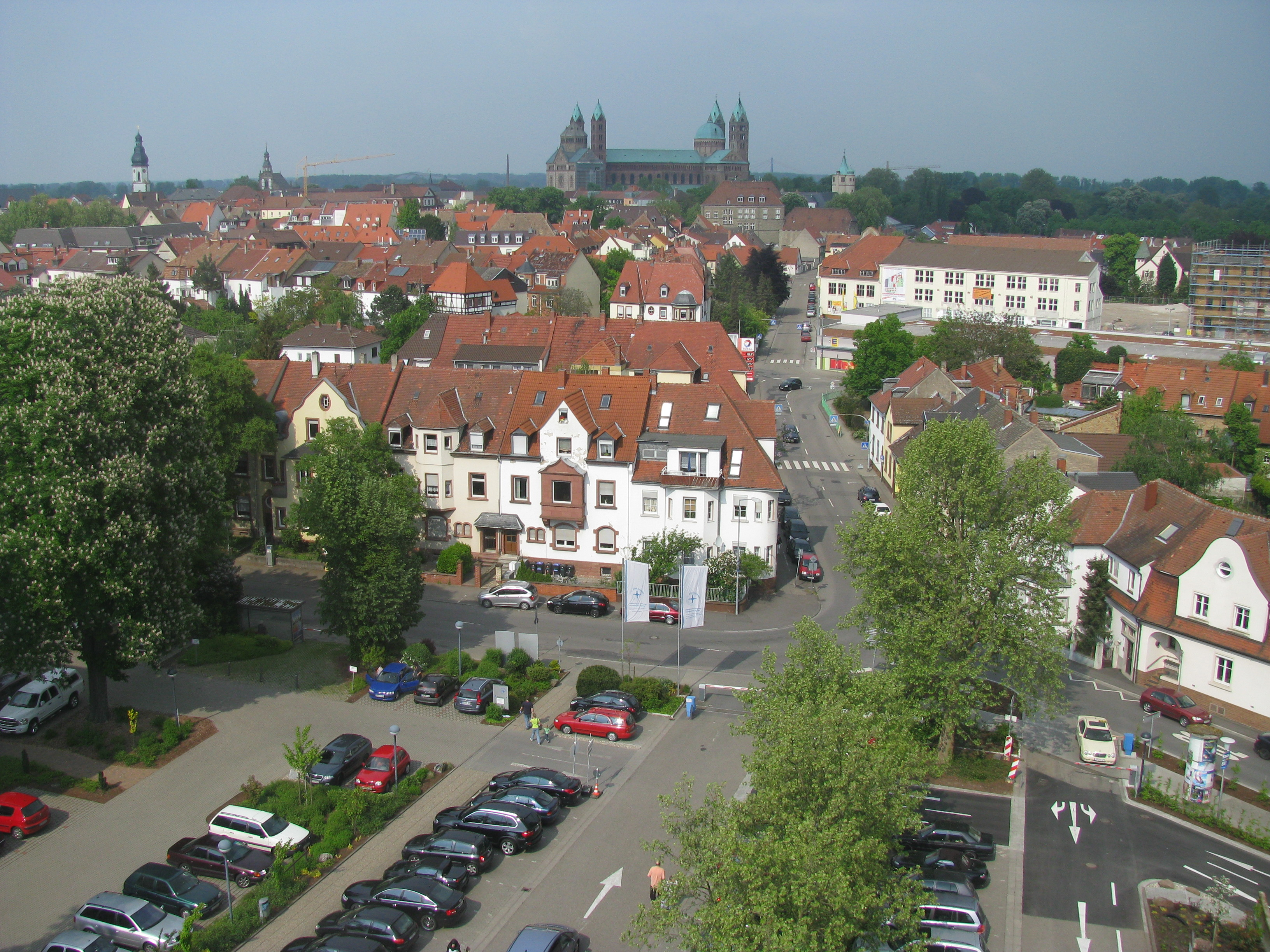
Speyer

3. Neustadt an der Weinstraße: 53.920
4. Speyer: 51.203
5. Frankenthal (Pfalz): 49.122
6. Landau in der Pfalz: 48.341
7. Pirmasens:	40.941
8. Zweibrücken: 34.613
9. Germersheim: 21.295
10. Schifferstadt: 20.682
11. Haßloch: 20.450
12. Bad Dürkheim: 18.821
13. Wörth am Rhein: 18.405
14. Grünstadt:	14.169
15. Mutterstadt: 13.191
16. Limburgerhof: 11.781
17. Herxheim bei Landau/Pfalz:	10.954
18. Böhl-Iggelheim: 10.586
19. Bobenheim-Roxheim:	10.157
20. Römerberg (Pfalz):	9949
21. Eisenberg (Pfalz): 9305
22. Kandel (Pfalz): 9400
23. Bellheim: 8911
24. Bad Bergzabern: 8786
25. Rülzheim: 8385
26. Landstuhl:	8305
27. Ramstein-Miesenbach: 8167
28. Bruchmühlbach-Miesau: 8222
29. Kirchheimbolanden:	8067
30. Altrip: 7764
31. Jockgrim: 7597
32. Dannstadt-Schauernheim: 7462
33. Neuhofen (Pfalz): 7173
34. Annweiler am Trifels: 7249
35. Maxdorf: 7224
36. Enkenbach-Alsenborn: 7166
37. Lambsheim:	7063
38. Edenkoben:	6838
39. Kusel: 6057
40. Rodalben: 6768
41. Offenbach an der Queich: 6314
42. Dudenhofen: 6057
43. Waldsee (Pfalz): 5943
44. Lingenfeld: 5894
45. Schönenberg-Kübelberg: 5707
46. Hagenbach:	5551
47. Otterberg:	5438
48. Rockenhausen: 5395
49. Waldmohr: 5281
50. Contwig: 5051